# 松永義正
松永 義正（まつなが よしまさ、1915年2月11日 - 1995年11月4日）は、日本の経営者。日本軽金属社長、会長を務めた。東京都出身。

## 経歴・人物
1937年に早稲田大学商学部を卒業。富士川電力での勤務を経て、1939年に日本軽金属に転社。1963年5月に取締役に就任し、1965年5月に常務、1967年5月に副社長を経て、1975年5月に社長に就任。1983年11月に会長に就任し、1987年6月に取締役相談役、1989年6月に取締役名誉会長を経て、1990年6月に名誉会長に就任。
1980年4月に藍綬褒章を受章し、1986年4月に勲二等旭日重光章を受章。
1995年11月4日心不全のために死去。80歳没。